# Antoine Fuqua
Antoine Fuqua (Pittsburgh, 30 maggio 1965) è un regista e produttore cinematografico statunitense.

## Biografia
Nato e cresciuto a Pittsburgh in Pennsylvania, si è diplomato alla Taylor Allderdice High School nel 1983. Ha iniziato come regista di video musicali, lavorando per artisti come Toni Braxton, Coolio, Stevie Wonder, Queen Latifah, Usher e molti altri. Debutta sul grande schermo nel 1998 con il lungometraggio Costretti ad uccidere con Chow Yun-fat e Mira Sorvino. Dal 9 aprile 1999 è sposato con l'attrice Lela Rochon, da cui ha avuto due figli, Asia Rochon Fuqua, nata nel 2002, e Brando, nato nel 2004. Nel 2001 dirige Ethan Hawke e Denzel Washington in Training Day, mentre nel 2004 ha diretto King Arthur. Ha inoltre diretto The Call, uno spot/cortometraggio della Pirelli, con protagonisti Naomi Campbell e John Malkovich.
Nel giugno 2010 Fuqua conferma il proprio ingaggio come regista in un film biografico sul cantante rap Tupac Shakur, scritto da Stephen J. Rivele e Christopher Wilkinson, le cui riprese sarebbero dovute iniziare entro novembre, ma nell'ottobre del 2011 abbandona la regia del film. Negli anni successivi gira diversi film di azione, tra cui si segnalano Attacco al potere - Olympus Has Fallen (2013), The Equalizer - Il vendicatore (2014), Southpaw - L'ultima sfida (2015), I magnifici 7 (2016), The Equalizer 2 - Senza perdono (2018).
A gennaio 2023 viene annunciato il suo ruolo come regista del film biopic Michael, che racconterà la vita di Michael Jackson.

## Filmografia

### Regista

#### Cinema
- Costretti ad uccidere (The Replacement Killers) (1998)
- Bait - L'esca (Bait) (2000)
- Training Day (2001)
- L'ultima alba (Tears of the Sun) (2003)
- King Arthur (2004)
- Shooter (2007)
- Brooklyn's Finest (2009)
- Attacco al potere - Olympus Has Fallen (Olympus Has Fallen) (2013)
- The Equalizer - Il vendicatore (The Equalizer) (2014)
- Southpaw - L'ultima sfida (Southpaw) (2015)
- I magnifici 7 (The Magnificent Seven) (2016)
- The Equalizer 2 - Senza perdono (The Equalizer 2) (2018)
- Infinite (2021)
- The Guilty (2021)
- Emancipation - Oltre la libertà (Emancipation) (2022)
- The Equalizer 3 - Senza tregua (The Equalizer 3) (2023)
- Michael (2026)

#### Televisione
- Exit Strategy (2015) - Telefilm

#### Videoclip
- Gangsta's Paradise (singolo) (1995)
- Lil Wayne feat. Bruno Mars - Mirror (2012)

### Produttore
- Lightning in a Bottle - Documentario (2004)
- Bastards of the Party, regia di Cle Sloan - Documentario (2005)
- Brooklyn's Finest, regia di Antoine Fuqua (2009)
- Attacco al potere - Olympus Has Fallen (Olympus Has Fallen), regia di Antoine Fuqua (2013)
- Southpaw - L'ultima sfida (Southpaw), regia di Antoine Fuqua (2015)
- Exit Strategy, regia di Antoine Fuqua (2015) - Telefilm
- I magnifici 7 (The Magnificent Seven), regia di Antoine Fuqua (2016)
- Forever Brothers: The '71 Pittsburgh Pirates Story, regia di David Fine - Telefilm (2016)
- Shooter - serie TV, episodio 3x31 (2016-2018)
- Training Day – serie TV, 13 episodi (2017)
- Ice – serie TV (2016- in corso)
- The Resident – serie TV (2018)
- American Dream/American Knightmare - Telefilm (2018)
- What's My Name: Muhammad Ali - Documentario (2019)
- FreeRayshawn – serie TV (2020)
- The Day Sports Stood Still - Documentario (2021)
- Mayor of Kingstown – serie TV (2021- in corso)
- Infinite, regia di Antoine Fuqua (2021)
- The Guilty, regia di Antoine Fuqua (2021)
- Bullet Train, regia di David Leitch (2022)
- Legacy: The True Story of the LA Lakers - Documentario (2022)
- The Terminal List – serie TV, 8 episodi (2022-in corso)
- Emancipation - Oltre la libertà (Emancipation), regia di Antoine Fuqua (2022)
- The Equalizer 3 - Senza tregua (The Equalizer 3), regia di Antoine Fuqua (2023)